# Anne-Lise Coste
Anne-Lise Coste va néixer a Marsella (França) el 1973. Formada en aquesta ciutat i també a Zúric (Suïssa), viu i treballa a Nova York. A través de dibuixos i textos, i amb la immediatesa del grafit, aquesta artista combina l'expressió d'estats anímics subjectius amb la crítica social i política. Amb un llenguatge de filiació dadaista i imatges d'intens lirisme, les seves obres traspuen ironia, rebel·lió i emotivitat. Anne-Lise Coste es val de composicions aparentment decoratives per crear un repertori d'ansietats contemporànies.

## Obres destacades
- There. Collage/ dibuix/ material gràfic, 2010[2]